# (1423) Jose
(1423) Jose est un astéroïde de la ceinture principale.

## Description
(1423) Jose est un astéroïde de la ceinture principale. Il fut découvert le 28 août 1936 à Uccle par Joseph Hunaerts. Il présente une orbite caractérisée par un demi-grand axe de 2,86 UA, une excentricité de 0,08 et une inclinaison de 2,9° par rapport à l'écliptique.

## Compléments